# Nieodparty urok
Nieodparty urok (oryg. Simply Irresistible) jest amerykańsko-niemiecką komedią romantyczną z 1999 roku. W roli głównej występuje Sarah Michelle Gellar.

## Opis fabuły
Piękna Amanda Shelton odziedziczyła po swojej matce restaurację, ale nie ma zdolności i umiejętności by poradzić sobie z jej prowadzeniem. Na targu spotyka tajemniczego mężczyznę, który przedstawia się jako stary przyjaciel jej matki Gene O'Reilly. Sprzedaje jej kraby, które mają magiczną moc. Każdy, kto spożyje przygotowane przez nią dania, staje się podatny na jej zaklęcia (czasem wygłaszane przypadkowo). Dziewczyna wykorzystuje je, żeby zdobyć chłopaka w którym jest zakochana.

## Obsada aktorska
- Sarah Michelle Gellar – Amanda Shelton
- Sean Patrick Flanery – Tom Bartlett
- Patricia Clarkson – Lois McNally
- Dylan Baker – Jonathan Bendel
- Lawrence Gilliard Jr. – Nolan Traynor
- Christopher Durang – Gene O'Reilly
- Betty Buckley – Ciocia Stella
- Olek Krupa – Valderon
- Amanda Peet – Chris
- Alex Draper – Francois
- Małgorzata Zajączkowska – pani Mueller